# Grekiskt nejonöga
Grekiskt nejonöga (Caspiomyzon hellenicus) är en ryggsträngsdjursart som först beskrevs av Vladykov, Renaud, Kott och Economidis 1982.  Grekiskt nejonöga ingår i släktet Caspiomyzon och familjen nejonögon. IUCN kategoriserar arten globalt som akut hotad. Inga underarter finns listade i Catalogue of Life.